# Danny Everett
Danny Everett, właśc. Daniel Joseph Everett (ur. 1 listopada 1966 w Van Alstyne) – amerykański lekkoatleta złoty medalista w sztafecie 4 × 400 m i brązowy medalista na 400 m igrzysk olimpijskich  w Seulu. Złoty medalista mistrzostw świata w Rzymie w sztafecie 4 × 400 m, srebrny medalista mistrzostw świata w Tokio w sztafecie 4 × 400 m. Indywidualnie w Tokio zdobył brązowy medal na 400 m. Przed Igrzyskami olimpijskimi w Barcelonie (1992) był w życiowej formie, jednak kontuzja uniemożliwiła mu występ w finale tej imprezy.

## Rekordy życiowe
- Bieg na 200 m - 20,08 (1990)
- Bieg na 300 m - 31,48 (1990)
- Bieg na 400 m - 43,81 (1992) 9. wynik w historii światowej lekkoatletyki
- Bieg na 400 m (hala) - 45,02 (1992) 5. wynik w historii światowej lekkoatletyki